# ۲٬۱٬۱٬۱-تتراکلرواتان
۲،۱،۱،۱-تتراکلرواتان (به انگلیسی: 1,1,1,2-Tetrachloroethane) یک ترکیب شیمیایی با شناسه پاب‌کم 12418 است. که جرم مولی آن 167.848 g/mol می‌باشد. شکل ظاهری این ترکیب، مایع شفاف است.

## ساختن ۲٬۱٬۱٬۱-تتراکلرواتان
۲،۱،۱،۱-تتراکلرواتان را می توان با یک واکنش افزودن دو مرحله ای استیلن با کلر (از طریق دی کلرواتن) به دست آورد، اما این عمدتاً 1،1،2،2، تتراکلرواتان تولید می کند.
C2H2 + Cl2 → C2H2Cl2
C2H2Cl2 + Cl2 → C2H2Cl4
می توان آن را مستقیماً با کلرزنی 1،1،2-تری کلرواتان به دست آورد:
CHCl2-CH2Cl + Cl2 → CCl3-CH2Cl + HCl